# Bank of China Tower (Hong Kong)
La Bank of China Tower (cinese tradizionale: 中银大厦) è uno dei più alti grattacieli di Hong Kong. Ospita la sede della Bank of China. L'edificio è situato in Garden Road 1, nel quartiere centrale e occidentale di Hong Kong Island.

## Storia
Progettato da Ieoh Ming Pei, l'edificio è alto 305 metri (1000,7 piedi). È stato il più alto edificio di Hong Kong e in Asia dal 1989 al 1992, ed è stato il primo edificio al di fuori degli Stati Uniti a superare il limite di 1000 piedi (305 m). Attualmente è il quarto più alto grattacielo di Hong Kong, dopo International Commerce Centre, 2 International Finance Centre ed il Central Plaza.